# Viano
Viano (Viân /vjaːn/ in dialetto reggiano) è un comune italiano di 3 449 abitanti della provincia di Reggio Emilia in Emilia-Romagna. Fa parte dell'Unione Tresinaro Secchia, che comprende i comuni del Distretto reggiano delle ceramiche.

## Geografia fisica
Viano è situato nel basso Appennino reggiano, lungo la sponda sinistra del torrente Tresinaro, a 22 km a sud dal capoluogo provinciale Reggio Emilia.
Il comune di Viano confina a nord con Albinea, ad est con Scandiano e Castellarano, a sud con Baiso e Carpineti ad ovest con Casina e Vezzano sul Crostolo.

## Storia
Il nome “Viano” deriva da un dittatore della famiglia Viani che era il proprietario del castello. Venne poi ucciso da una freccia. 

### Simboli
Lo stemma e il gonfalone sono stati concessi con decreto del presidente della Repubblica del 25 febbraio 1983.
L'emblema civico deriva dal sigillo in uso durante la Repubblica Italiana napoleonica (1802-1805) su cui erano raffigurati i simboli della giustizia intrecciati tra loro.
Il gonfalone è un drappo partito di bianco e di azzurro.

## Monumenti e luoghi di interesse

### Architetture militari
- Castello di Viano, situato su un crinale tra le vallate del Tresinaro e del rio Faggiano, risulta di proprietà della famiglia Fogliani dalla prima metà del XV secolo[5].

### Paesaggio
- Salse di Regnano, Vulcano freddo situato nella frazione di Regnano

### Architetture religiose
- Chiesa del Santissimo Salvatore, nel capoluogo comunale.
- Chiesa di San Prospero, nella frazione di Regnano, costruita nel 1858, su progetto di Pietro Marchelli.
- Chiesa di Santa Maria Assunta, nella frazione di Castello Querciola.
- Chiesa di San Pietro, nella frazione omonima.
- Chiesa di San Giovanni Battista, nella frazione di San Giovanni di Querciola.
- Chiesa di Santa Maria, nella frazione di Casola Querciola.
- Oratorio di San Siro, nella frazione di San Giovanni di Querciola.

## Società

### Evoluzione demografica
Abitanti censiti

### Etnie e minoranze straniere
Al 31 dicembre 2017 gli stranieri residenti nel comune sono 185, pari al 7,5% della popolazione. Di seguito sono riportati i gruppi più consistenti:
- Marocco: 142
- Romania: 42
- India: 20
- Ucraina: 17
- Albania: 9
- Polonia: 9

## Geografia antropica

### Frazioni
Benale, Bersano, Cà Bertacchi, Cà de' Pazzi, Cà de Pralzi, Cà Grassi, Caldiano, Casola Querciola, Cavazzone, Cortevedola, Fagiano, Fagiola, Fondiano, Gargola, La Riva, Mamorra, Ortale, Predale, Prediera, Pulpiano, Regnano, San Giovanni di Querciola, San Pietro Querciola, Serra, Sorriva, Spesse, Tabiano, Tramalla, Vernara, Vronco e Rondinara

## Amministrazione
Di seguito è presentata una tabella relativa alle amministrazioni che si sono succedute in questo comune.
| Periodo        | Periodo        | Primo cittadino   | Partito                                       | Carica  | Note  |
| -------------- | -------------- | ----------------- | --------------------------------------------- | ------- | ----- |
| 6 giugno 1985  | 25 maggio 1990 | Raffaele Pilla    | Democrazia Cristiana                          | Sindaco | [ 8 ] |
| 25 maggio 1990 | 24 aprile 1995 | William Gualtieri | -                                             | Sindaco | [ 8 ] |
| 24 aprile 1995 | 14 giugno 2004 | Rosita Mazzi      | centro-sinistra                               | Sindaco | [ 8 ] |
| 14 giugno 2004 | 8 giugno 2009  | Roberto Lucenti   | centro-sinistra                               | Sindaco | [ 8 ] |
| 8 giugno 2009  | 27 maggio 2019 | Giorgio Bedeschi  | centro-destra, lista civica Vivi Viano        | Sindaco | [ 8 ] |
| 27 maggio 2019 | 9 giugno 2024  | Nello Borghi      | lista civica Progetto Civico                  | Sindaco | [ 8 ] |
| 9 giugno 2024  | in carica      | Fabrizio Corti    | lista civica di centro-sinistra Viviamo Viano | Sindaco | [ 8 ] |

### Gemellaggi
- Selci[senza fonte]

## Sport
La squadra di calcio locale è la Vianese Calcio, che gioca allo Stadio Comunale e milita in  Eccellenza.

## Galleria d'immagini

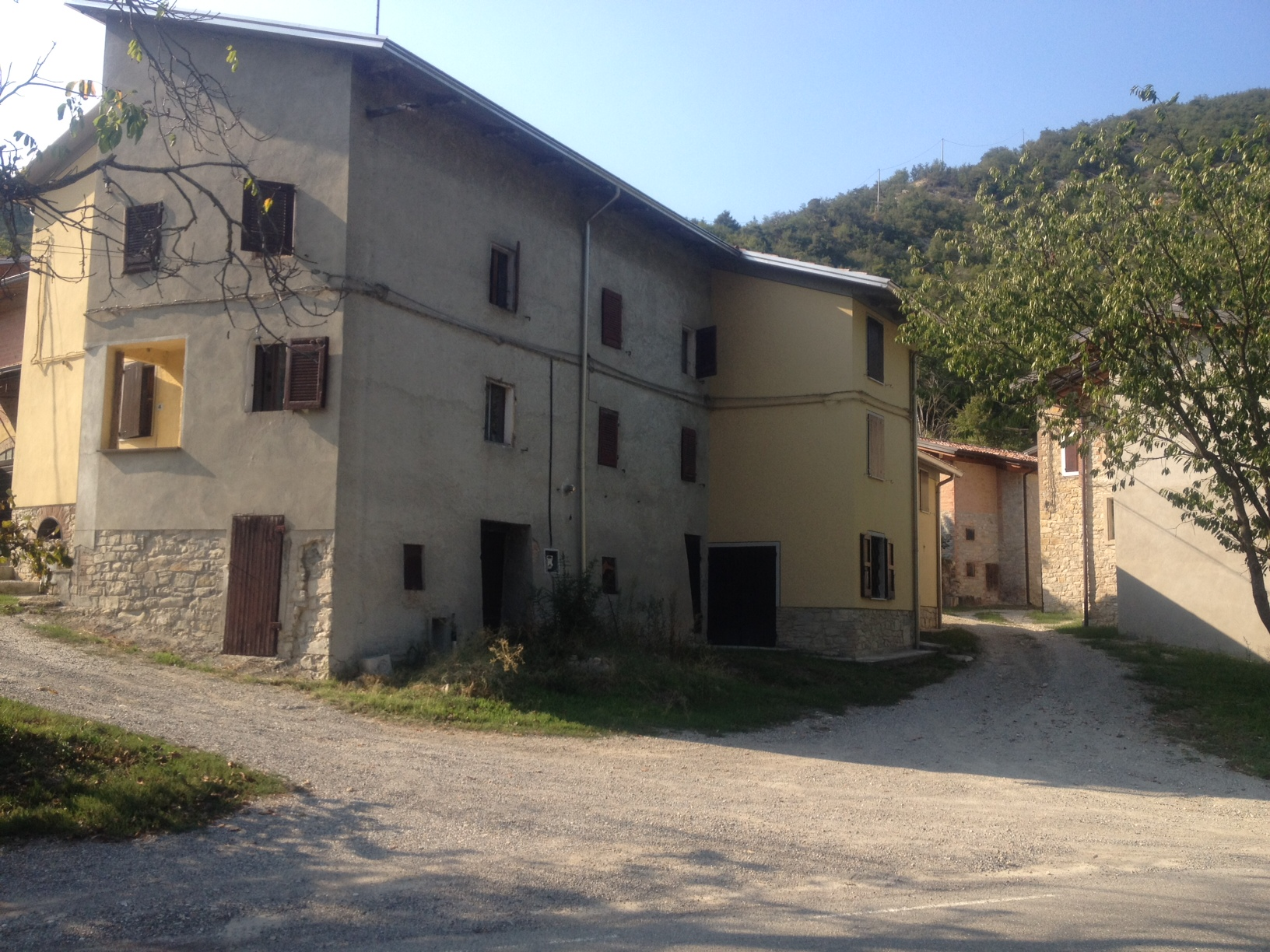
Benale
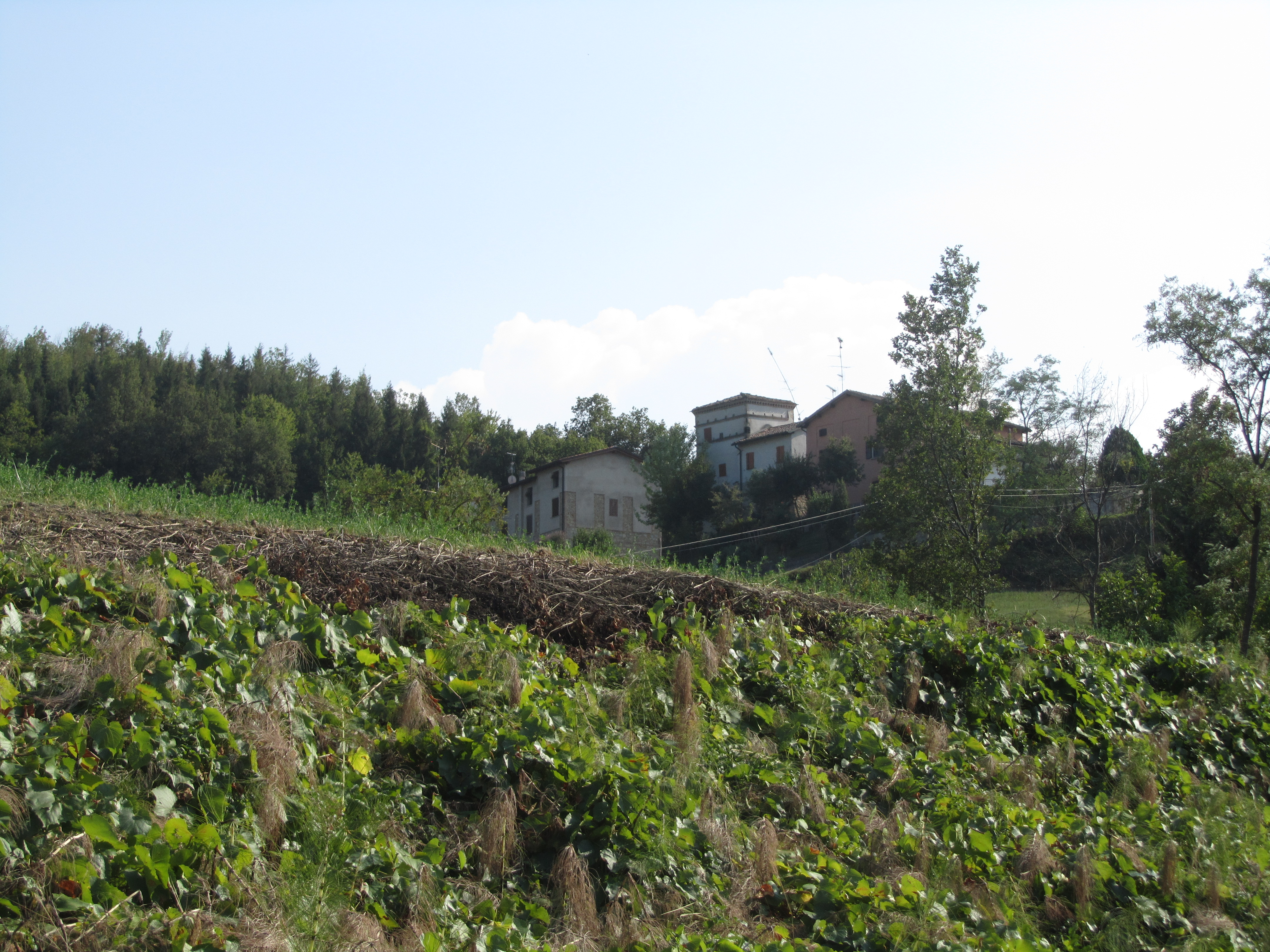
Bersano
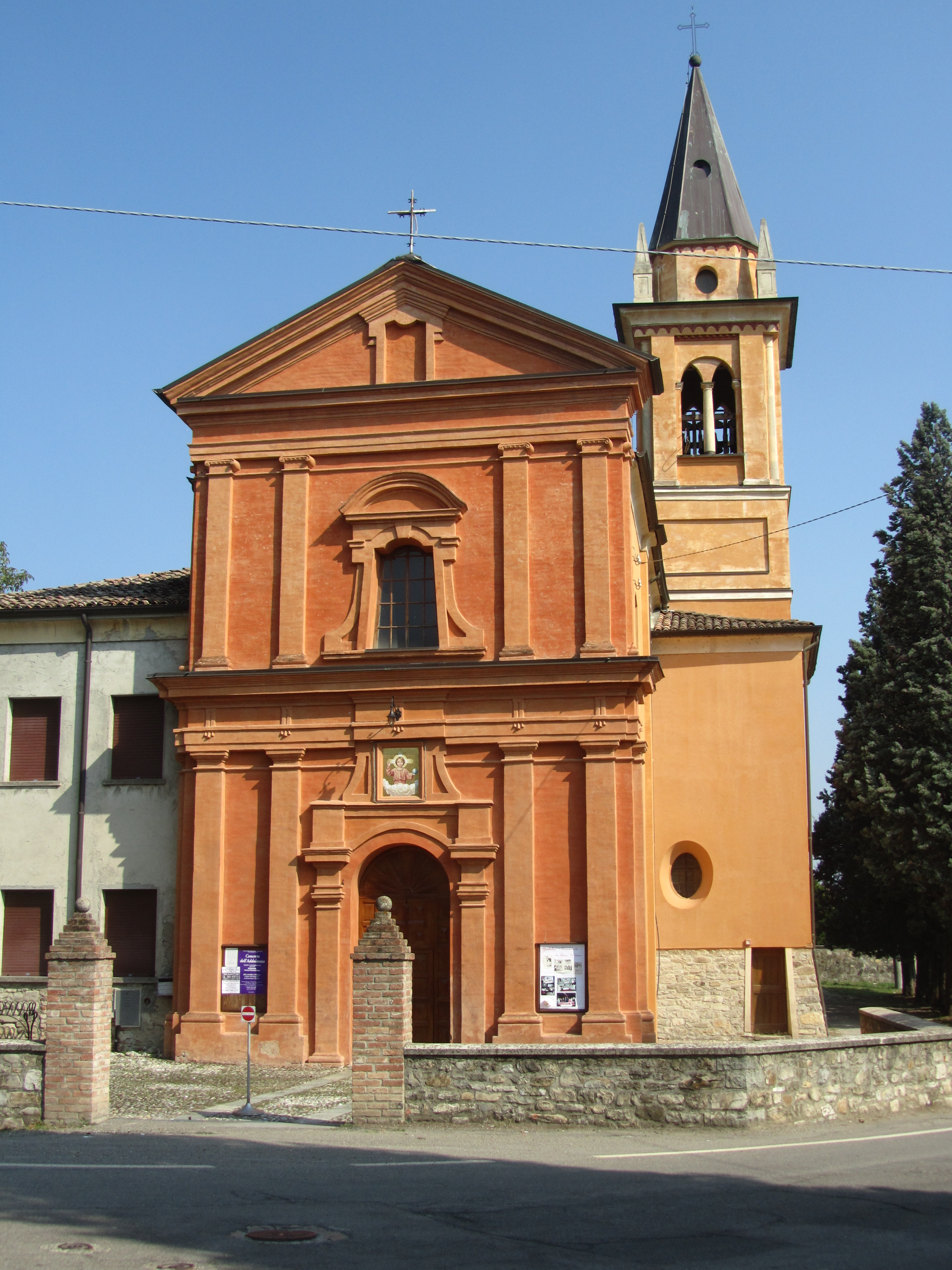
Chiesa di S. Salvatore
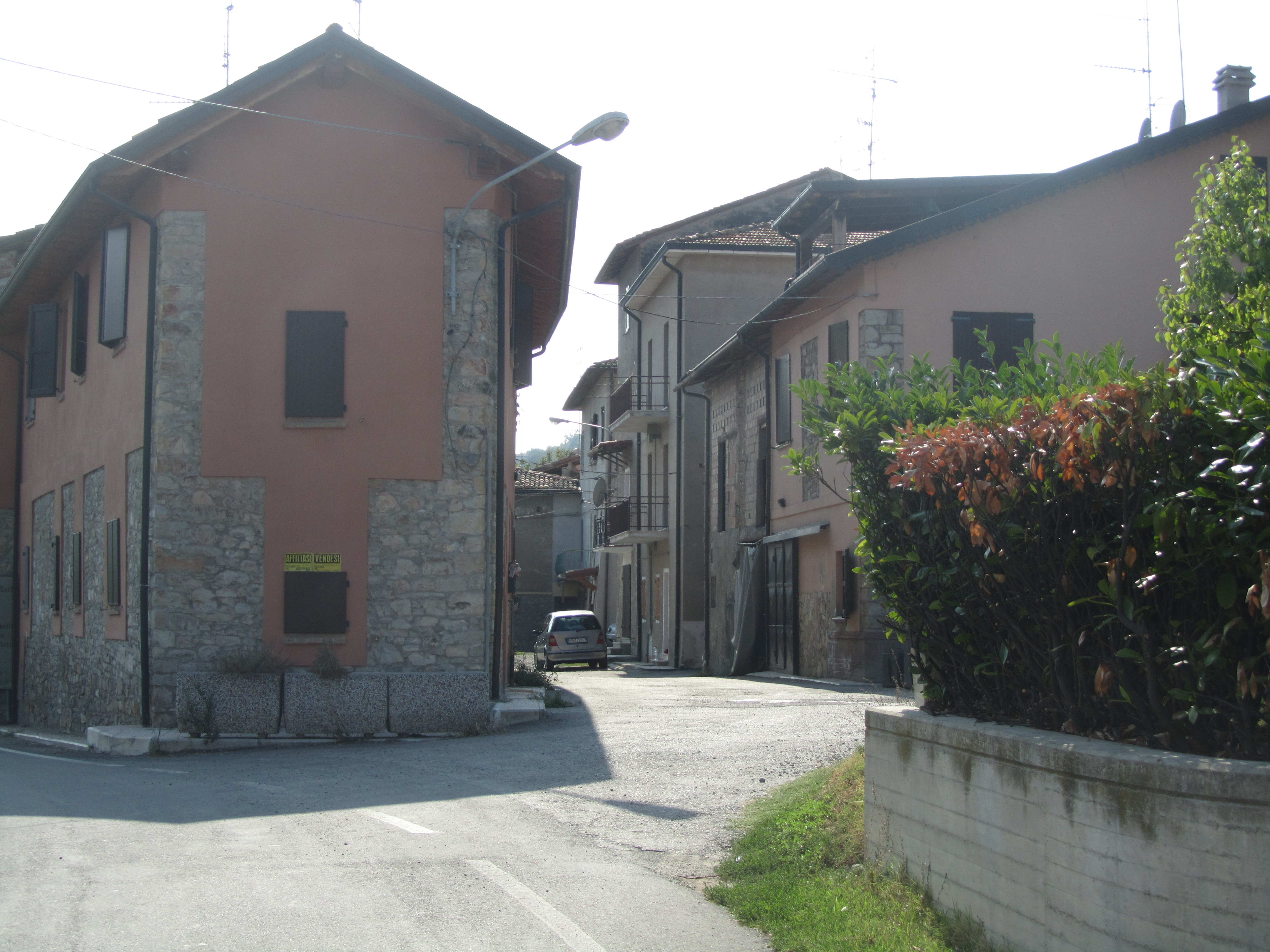
Il vecchio borgo di Casella
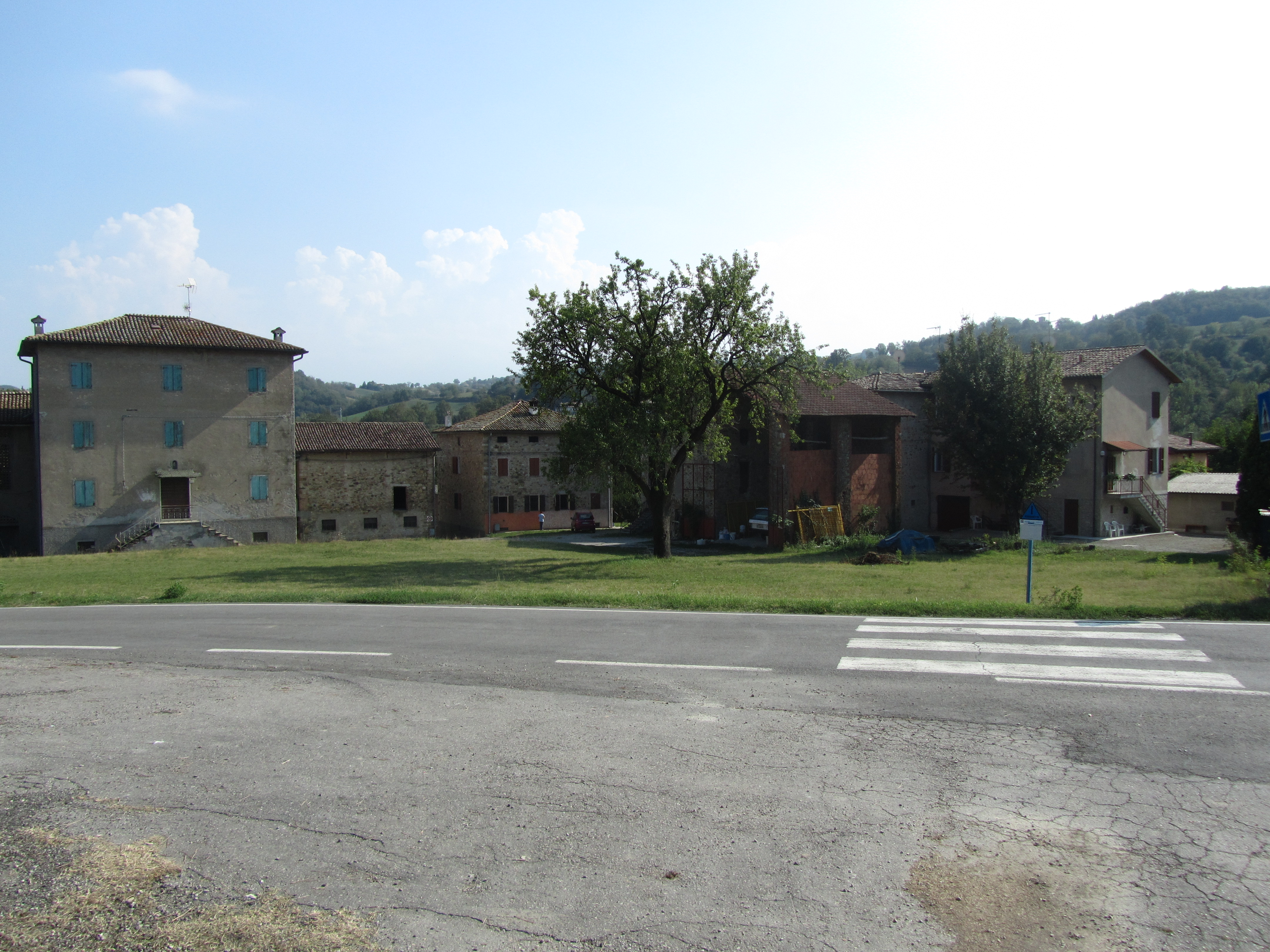
Corte vista dal cimitero comunale
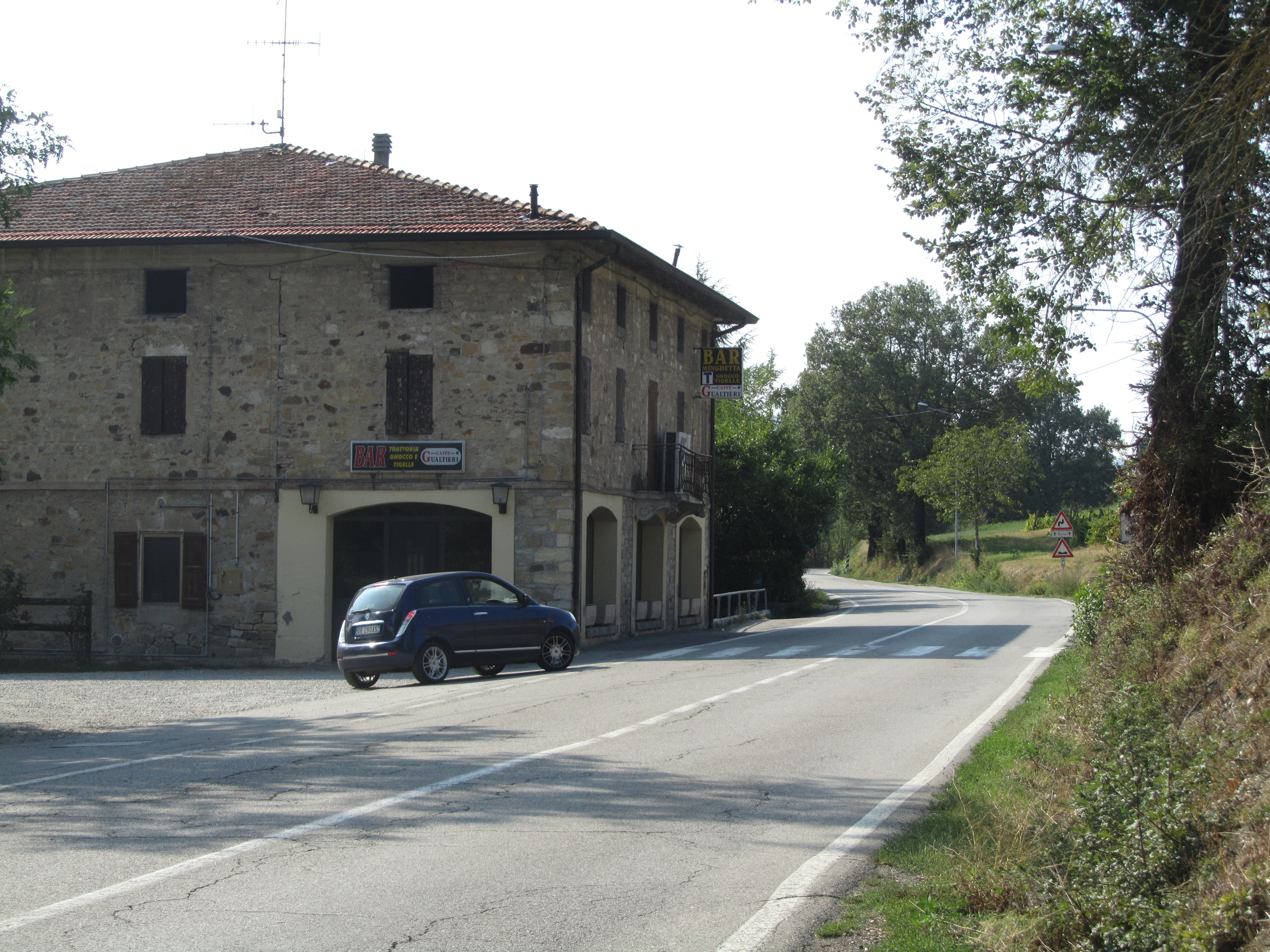
Colle della Minghetta
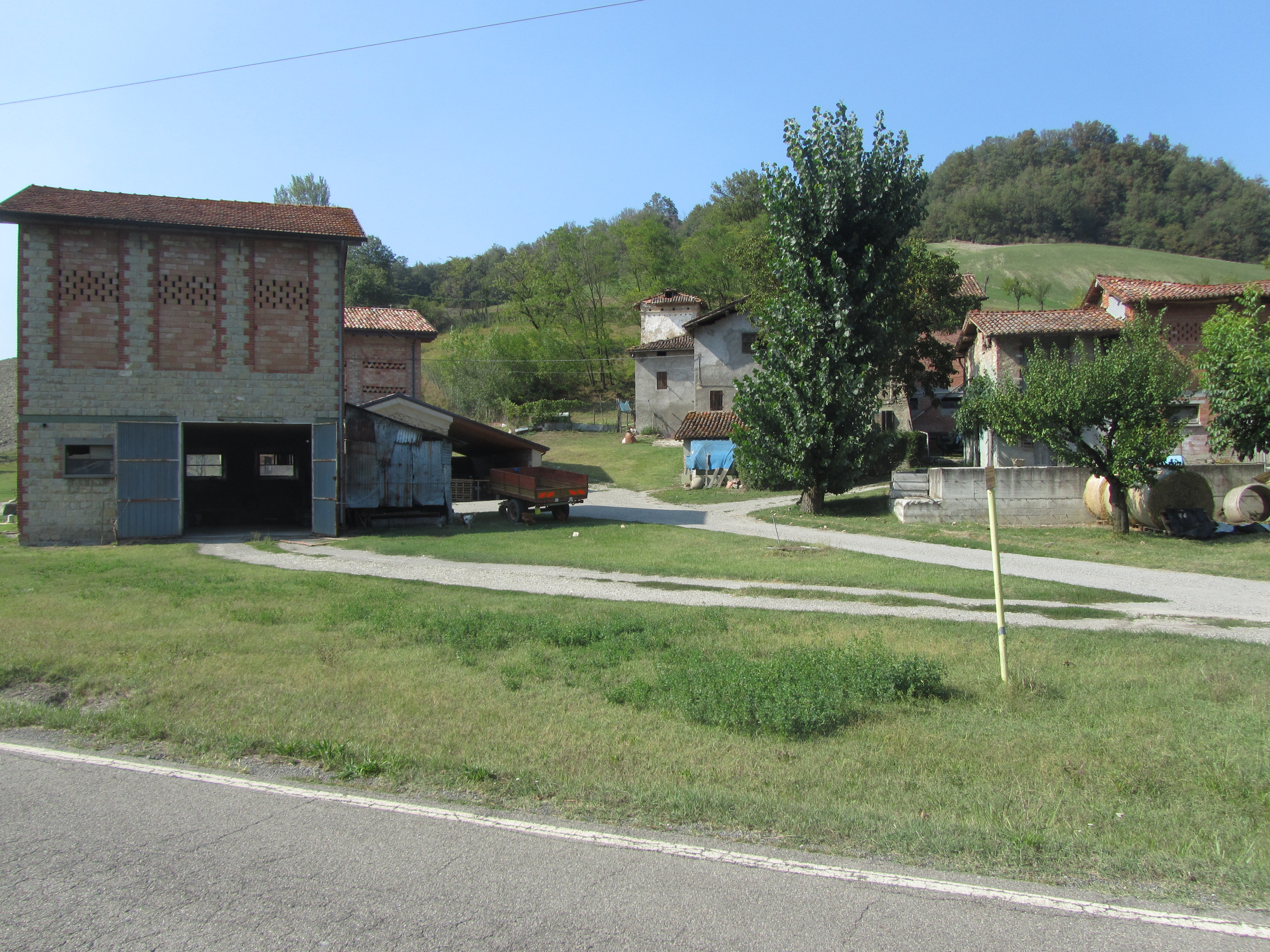
Ortale
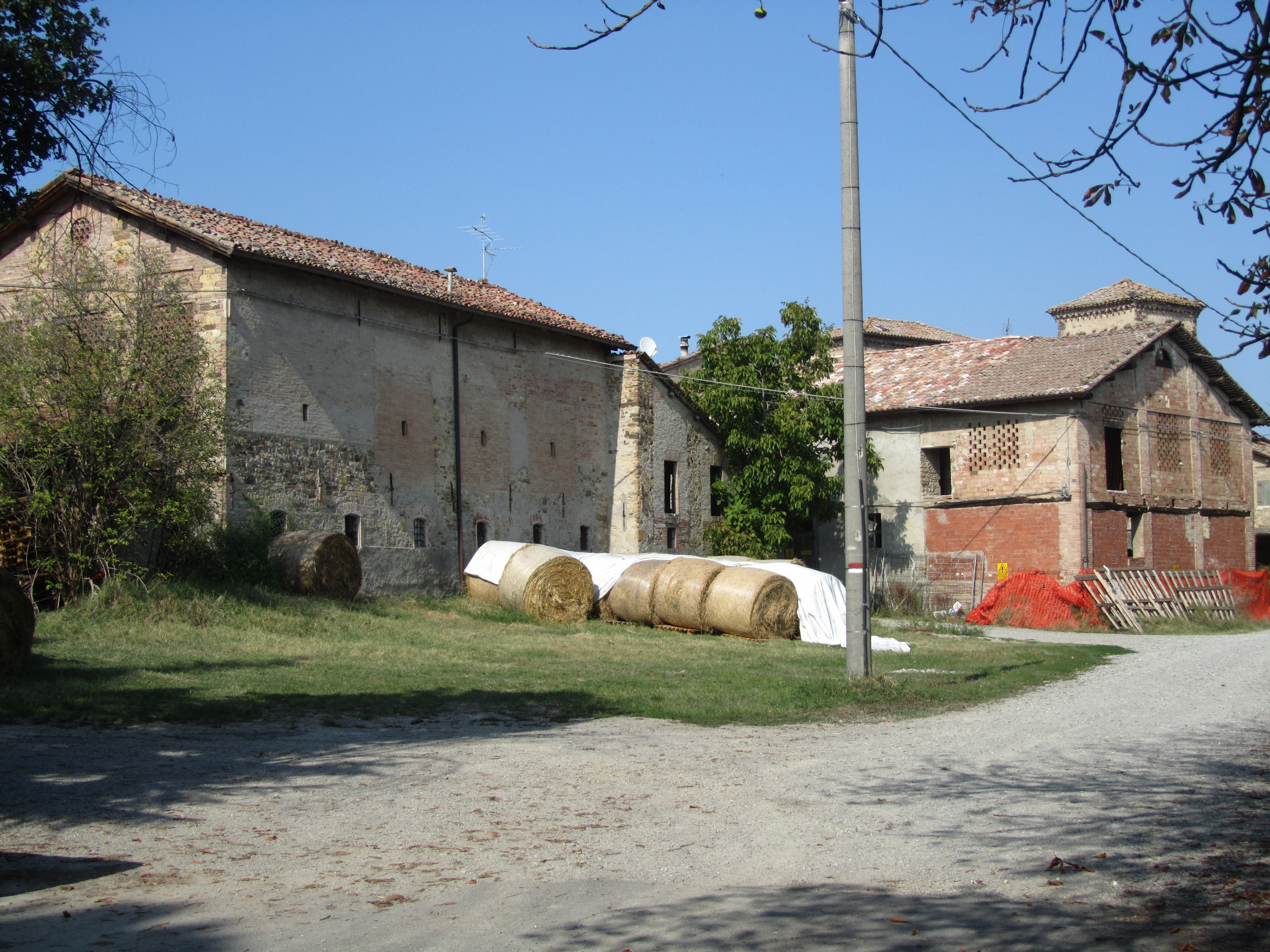
San Polo di Viano
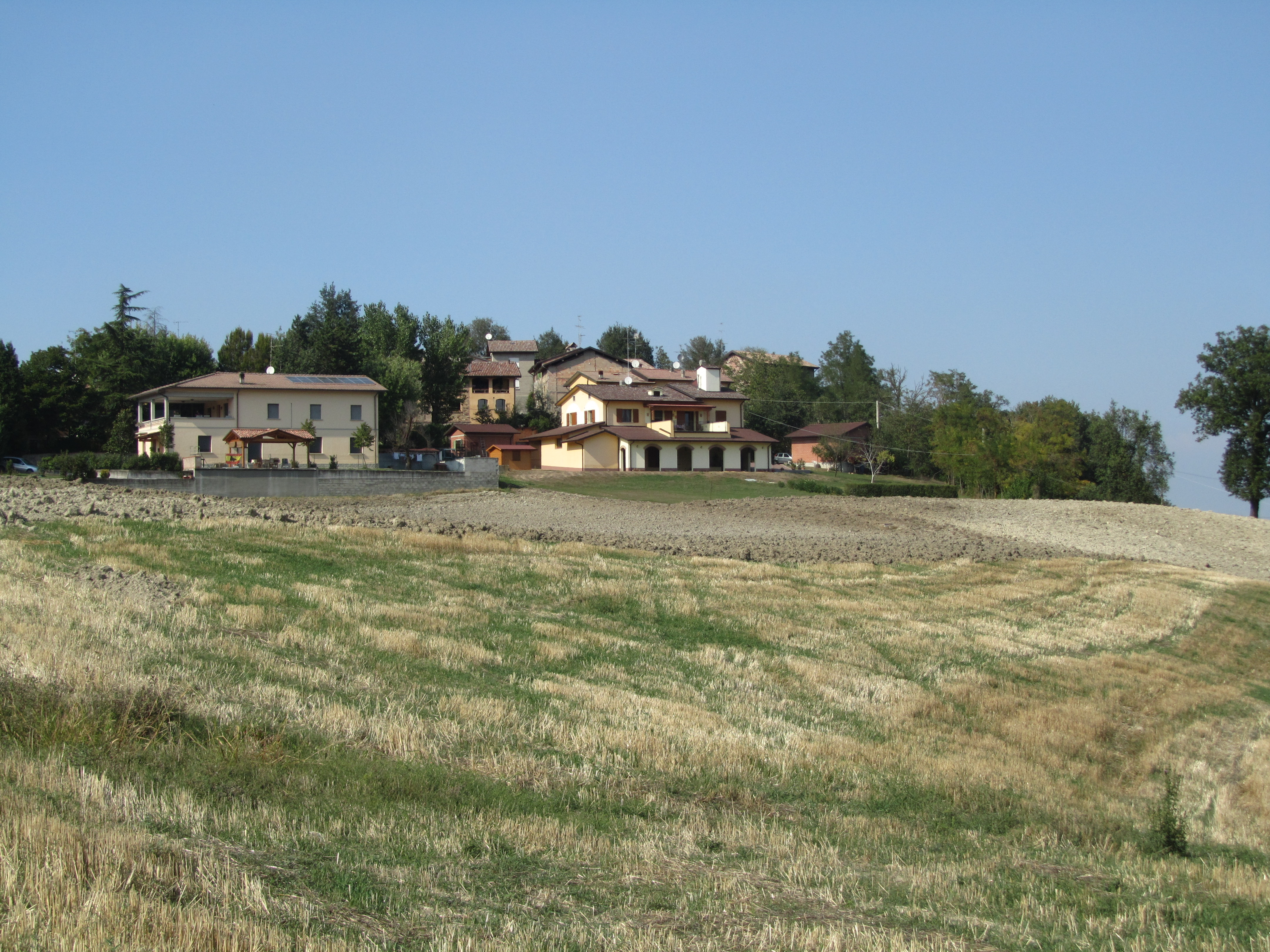
Serra
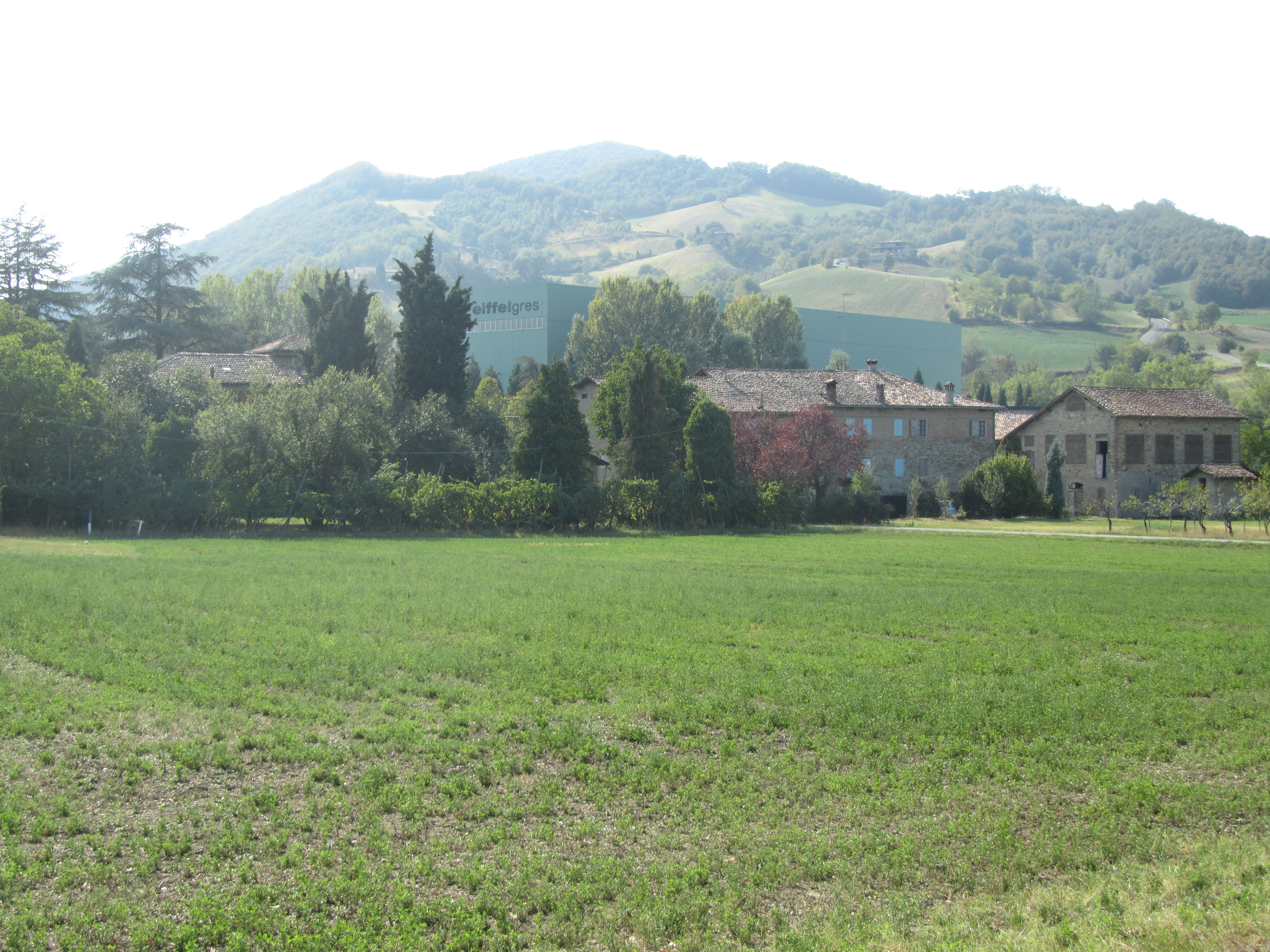
Vernara
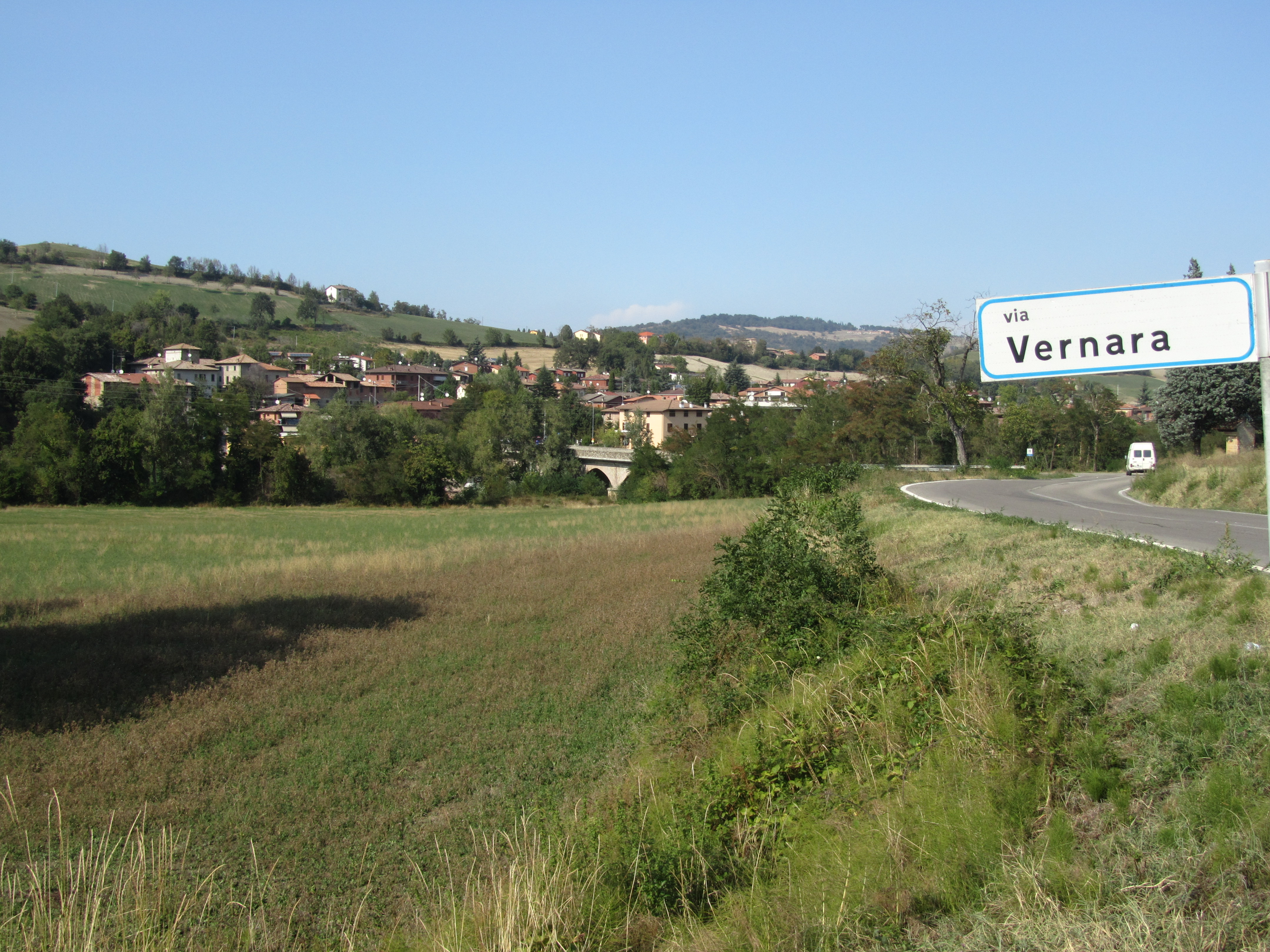
Viano visto da Vernara
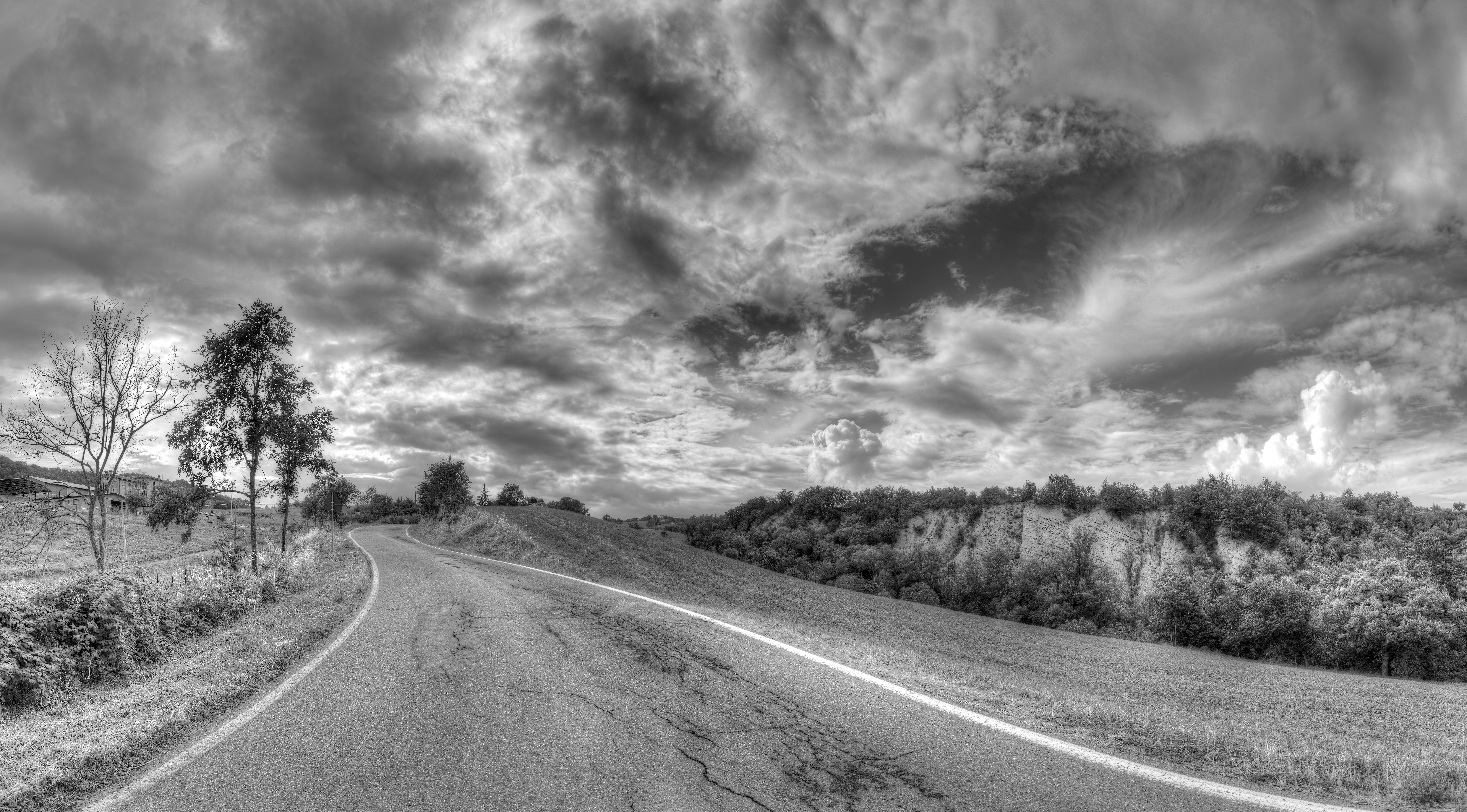
S.P. 89 a Viano
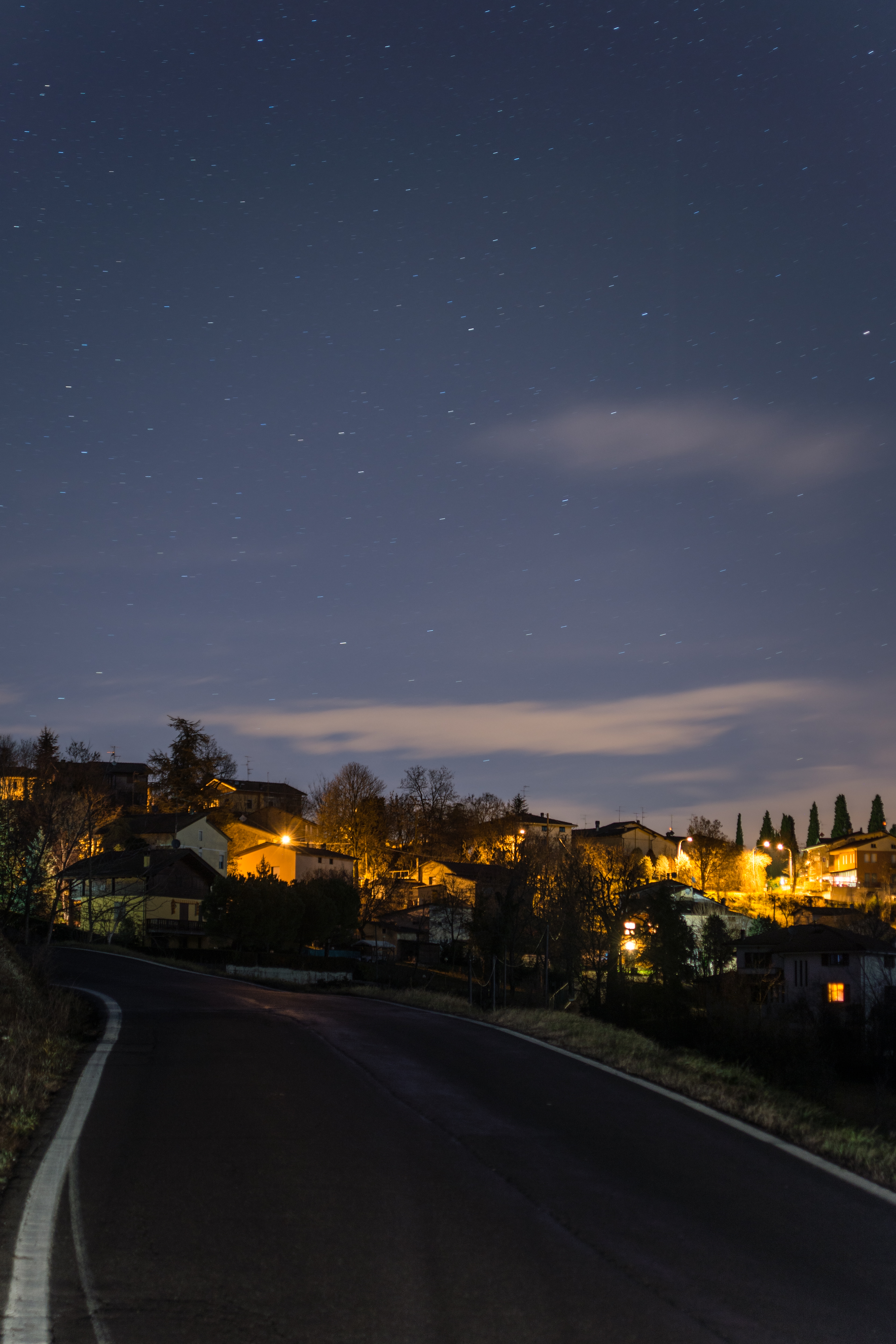
Ca' Bertacchi
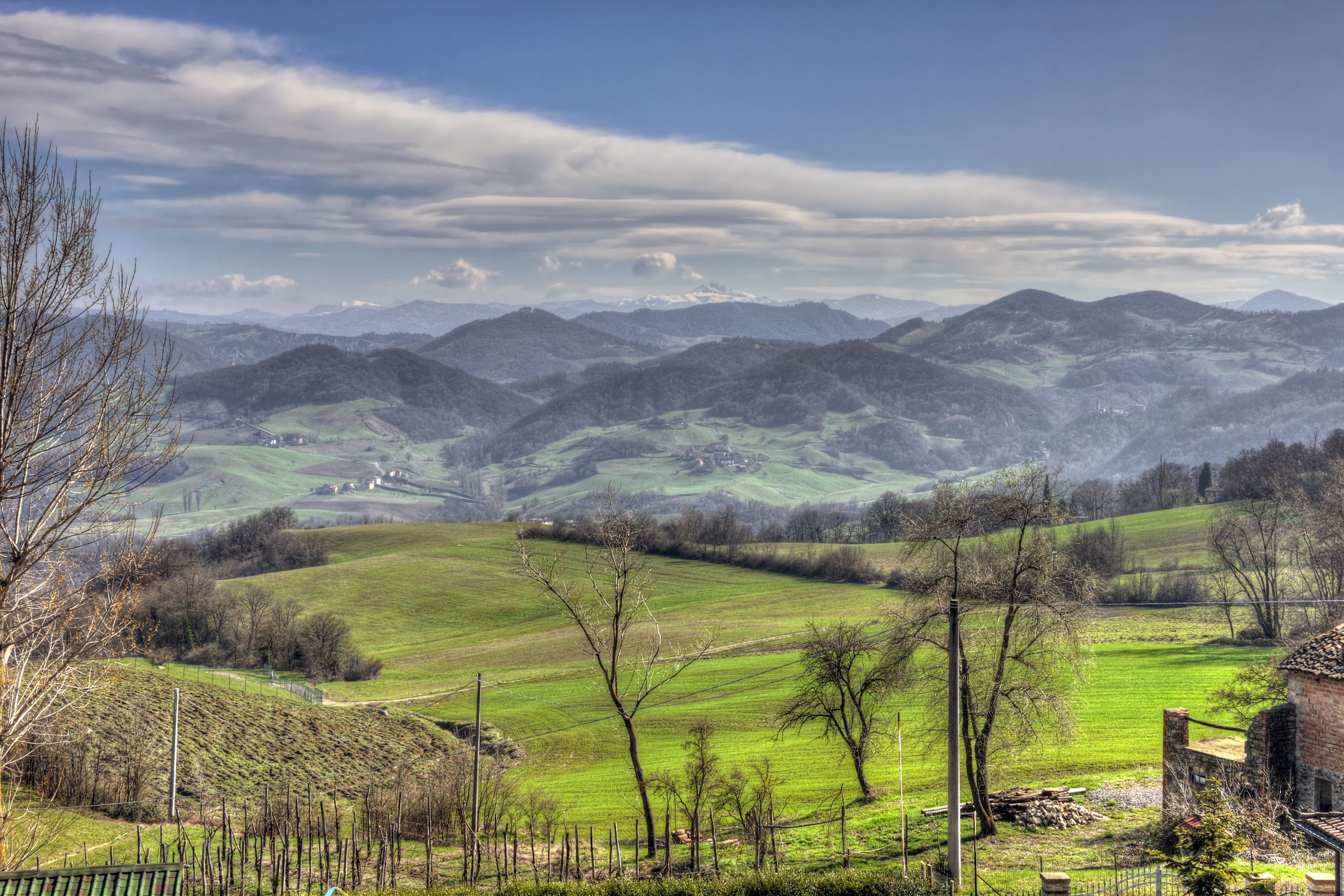
Appennino Reggiano da Ca' Bertacchi